# Президент Федерації Боснія і Герцеговини
Президе́нт Федера́ції Бо́снія і Герцегови́ни (Президе́нт ФБіГ) — представляє Федерацію Боснія і Герцеговини і є головою федеральної виконавчої влади.
Нині президентом Федерації Боснія і Герцеговини є Лідія Брадара.

## Історія
Оригінальна Конституція Федерації Боснія і Герцеговини (1994) призначала президента Федерації головою держави та мала одного віцепрезидента. Вони були обрані Палатою представників і Палатою народів більшістю голосів, і вони були висунуті Клубом делегатів боснійців і Клубом делегатів хорватів у Палаті народів. Обрані особи почергово були президентом Федерації протягом одного року, а потім віцепрезидентом Федерації строком на чотири роки.
Президент Федерації також відповідав за: призначення офіцерів в армії, призначення суддів федеральних судів, виконання функції верховного головнокомандувача збройними силами Федерації, прийом і акредитацію послів. Відповідно до конституційної поправки XI (1997) Президент Федерації перестав бути главою держави і був призначений главою федеральної виконавчої влади.
Введена поправка до конституції XLI (2002) визначила, що «президент Федерації має двох віцепрезидентів від різних націй, що входять до її складу». З іншими внесеними поправками серби разом із боснійцями та хорватами стали конститутивною нацією у Федерації. Також було створено Клуб сербських делегатів у Палаті народів і встановлено нову процедуру обрання президента та двох віце-президентів Федерації, яка діє досі.

## Умови
Відповідно до Конституції Федерації Боснія і Герцеговини встановлено розподіл виконавчих повноважень між президентом федерації, віце-президентом федерації, прем'єр-міністром, віцепрем'єр-міністром і міністрами.
Президент Федерації відповідає за:
- призначення Уряду, глав дипломатичних представництв, суддів Конституційного Ссду Федерації за поданням Вищої судової та прокурорської ради;
- проведення консультацій щодо призначення омбудсменів та суддів;
- підписання рішень Парламенту Федерації після їх прийняття;
- підписання та ратифікація міжнародних договорів від імені Федерації;
- амністія за діяння, встановлені федеральним законом, за винятком військових злочинів, злочинів проти людяності та геноциду.

Президент Федерації за згодою віцепрезидента Федерації може, якщо він визначає, що палати парламенту не в змозі прийняти необхідні закони, розпустити одну або обидві палати. Він розпускає обидві палати, якщо вони не приймають федеральний бюджет до початку бюджетного року.

## Вибори

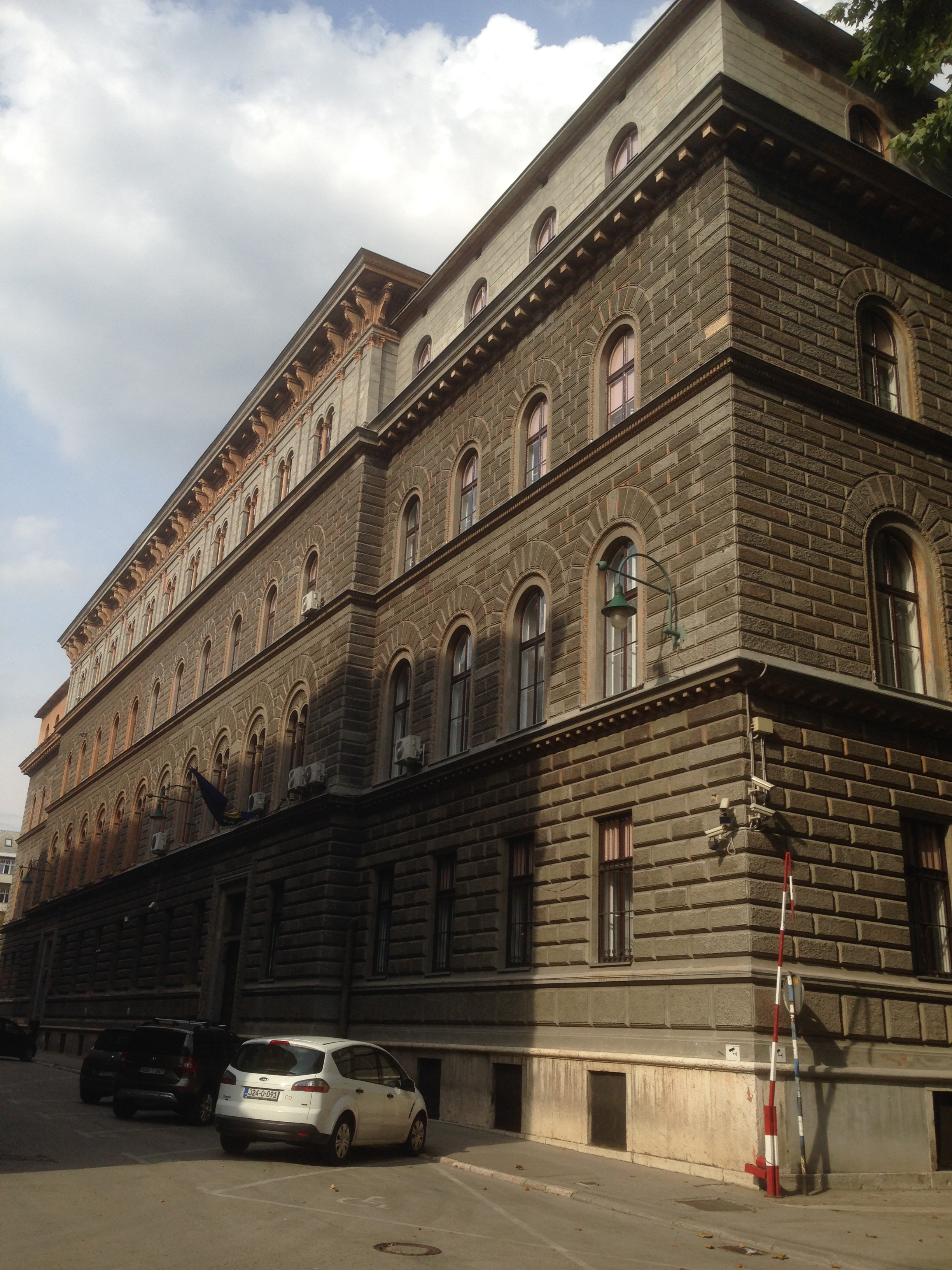
Будівля резиденції президента Федерації Боснії та Герцеговини на вулиці Мусала, 9 в Сараєво

Під час виборів президента та двох віцепрезидентів Федерації Боснія і Герцеговини принаймні третина делегатів від клубів боснійських, хорватських або сербських делегатів у Палаті народів може балотуватися на посаду президента та двох віце-президентів. президентів.
Вибори вимагають схвалення спільного списку з трьох кандидатів більшістю голосів у Палаті представників, а потім більшістю голосів у Палаті народів, включно з більшістю фракцій кожної нації, що входить до складу. 
Якщо жоден список кандидатів не набере необхідної більшості в обох палатах, процедура висування кандидатів повторюється. Якщо навіть при повторній процедурі одна з палат відхилить спільний список, вважатиметься, що кандидатів обрано шляхом прийняття списку лише в одній палаті.
Мандат президента і віце-президента Федерації Боснія і Герцеговини становить чотири роки.

## Президенти ФБіГ
| Президент | Президент                                                             | Президент             | Повноваження    | Повноваження    | Партія                                                         |
| Президент | Президент                                                             | Президент             | Від             | До              | Партія                                                         |
| --------- | --------------------------------------------------------------------- | --------------------- | --------------- | --------------- | -------------------------------------------------------------- |
| 1.        |                                                                       | Крешимир Зубак        | 31 травня 1994  | 18 травня 1997  | Хорватська демократична співдружність Боснії і Герцеговини     |
| 2         |                                                                       | Владимир Шольїч       | 18 травня 1997  | 29 грудня 1997  | Хорватська демократична співдружність Боснії і Герцеговини     |
| 3         |                                                                       | Еюп Ґанич             | 1 січня 2000    | 1 січня 2001    | Партія демократичної дії (до травня 2000)                      |
|           | Незалежний (від травня 2000)                                          | Еюп Ґанич             | 1 січня 2000    | 1 січня 2001    |                                                                |
| 4         |                                                                       | Іво Андрич Лужанський | 1 січня 2001    | 28 лютого 2001  | Хорватська демократична співдружність Боснії і Герцеговини     |
| 5         |                                                                       | Карло Філіпович       | 28 лютого 2001  | 1 січня 2002    | Соціал-демократична партія Боснії і Герцеговини                |
| 6         |                                                                       | Сафет Галілович       | 1 січня 2002    | 27 січня 2003   | За Боснію і Герцеговину                                        |
| 7         |                                                                       | Ніко Лозанчич         | 27 січня 2003   | 22 лютого 2007  | Хорватська демократична співдружність Боснії і Герцеговини     |
| 8         |                                                                       | Боряна Кришто         | 22 лютого 2007  | 17 березня 2011 | Хорватська демократична співдружність Боснії і Герцеговини     |
| 9         |                                                                       | Живко Будимир         | 17 березня 2011 | 9 лютого 2015   | Хорватська партія права Боснії і Герцеговини (до березня 2013) |
|           | Партія справедливості і довіри Боснії і Герцеговини (до березня 2013) | Живко Будимир         | 17 березня 2011 | 9 лютого 2015   |                                                                |
| 10        |                                                                       | Маринао Чавара        | 9 лютого 2015   | 28 лютого 2023  | Хорватська демократична співдружність Боснії і Герцеговини     |
| 11        |                                                                       | Лідія Брадара         | 28 лютого 2023  |                 | Хорватська демократична співдружність Боснії і Герцеговини     |